# Ketschenburg-Brauerei

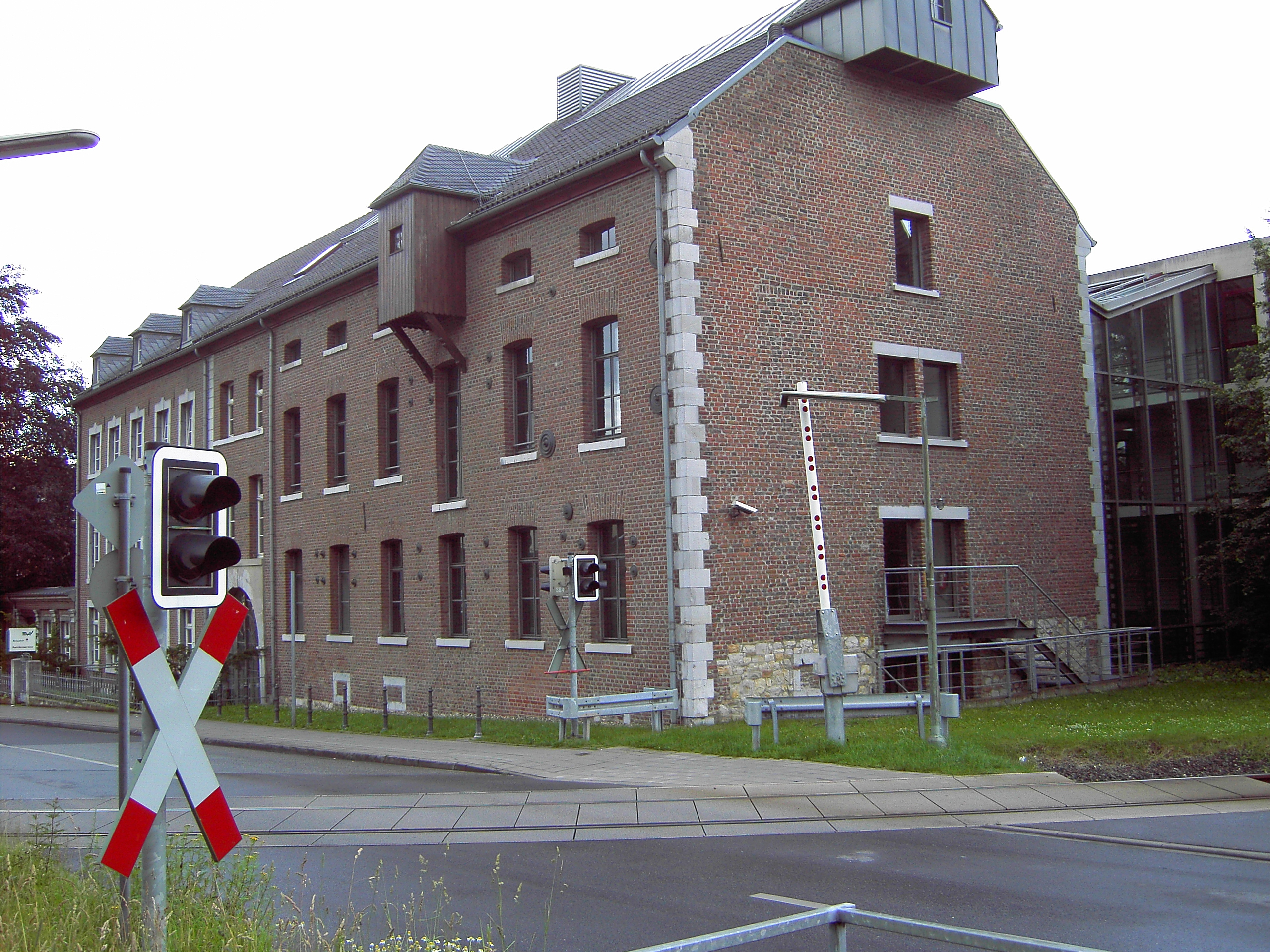
Brauereigebäude 2007

Firmenlogo

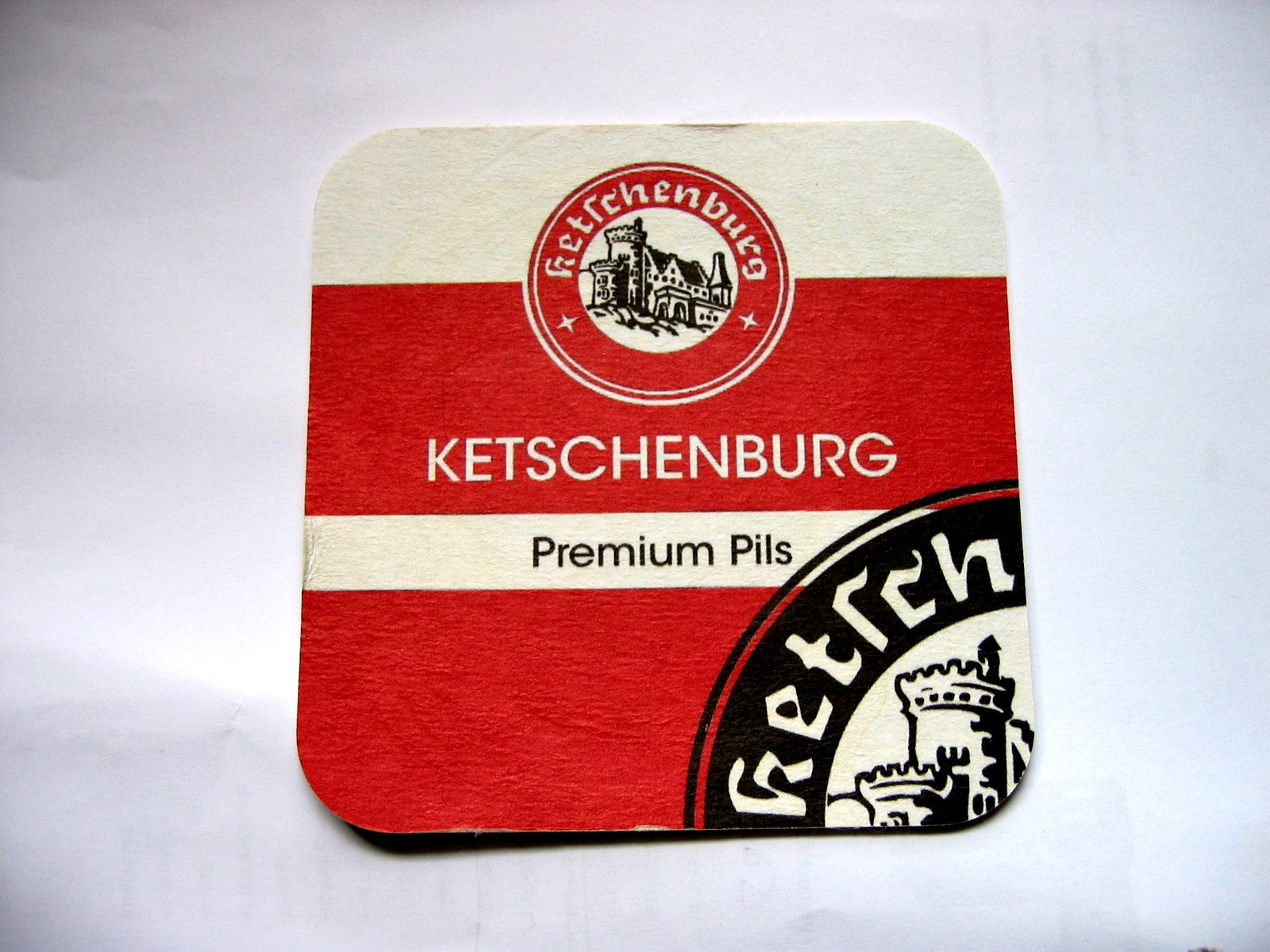
Bierdeckel Ketschenburg Pils (2009)

Die Ketschenburg-Brauerei GmbH war eine Brauerei in der Stadt Stolberg in der nordrhein-westfälischen Städteregion Aachen. Sie bestand von 1817 (Brauerei Christoph Brückmann) bis 1985 und braute Biere nach Pilsner Brauart, Altbier sowie Lagerbier. Nach eigenen Angaben wurde zum Brauen Wasser aus einem 84 Meter tiefen Brunnen verwendet. Werbespruch war „Trink ein Ketsch!“.
1977 erhielt die Brauerei eine Prämierung der Deutschen Landwirtschafts-Gesellschaft (DLG).
In dem Gebäude befindet sich seit 1998 der Verwaltungssitz der Energie- und Wasserversorgung EWV.

## Namensursprung
Christoph Brückmann wählte vermutlich den Namen Ketschenburg aufgrund eines Vorfalls, der sich im 18. Jahrhundert in Aachen ereignete. In der Nähe des damals noch existierenden Adalbertstors an der heutigen Adalbertstraße stand eine Gaststätte, die dem Kalviner Hachtmann gehörte. Über dem Hauseingang befand sich eine Marienstatue, die er entfernen ließ. Als dies bekannt wurde, trug sein Haus im Volksmund nur noch den Namen „Burg des Ketzers“ oder „Ketzerburg“. Aus dieser Bezeichnung entstand später der Name „Ketschenburg“. Ob Christoph Brückmann nur durch die Geschichte oder den Namen beeindruckt wurde, lässt sich nicht mehr sagen. Seine Brauerei in Stolberg übernahm den Namen Ketschenburg; die Burg im Firmenemblem stellt jedoch die Burg Stolberg im 19. Jahrhundert dar.

## Marken
Die bekanntesten Biermarken der Ketschenburg-Brauerei waren:

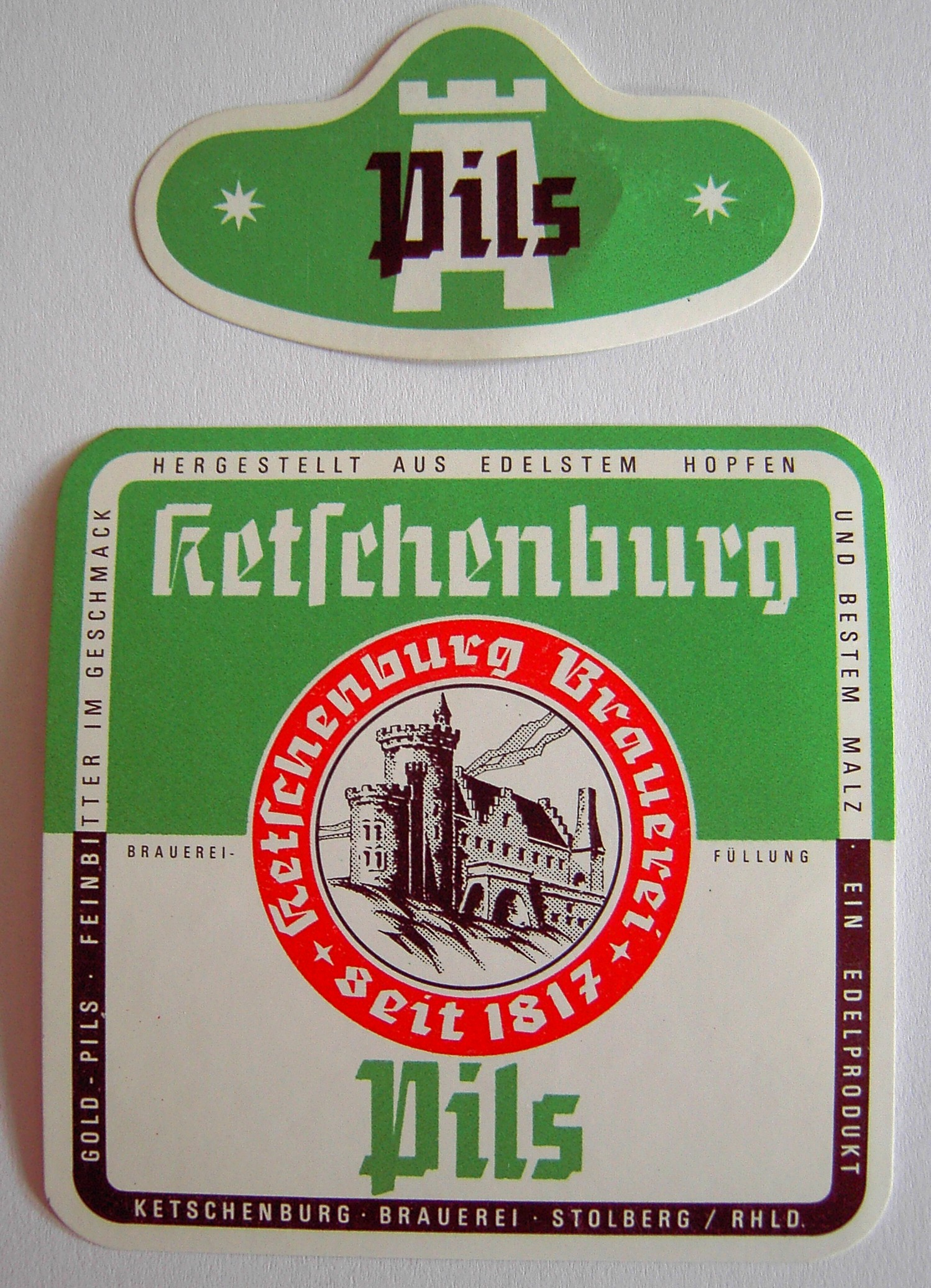
Ketschenburg Pils
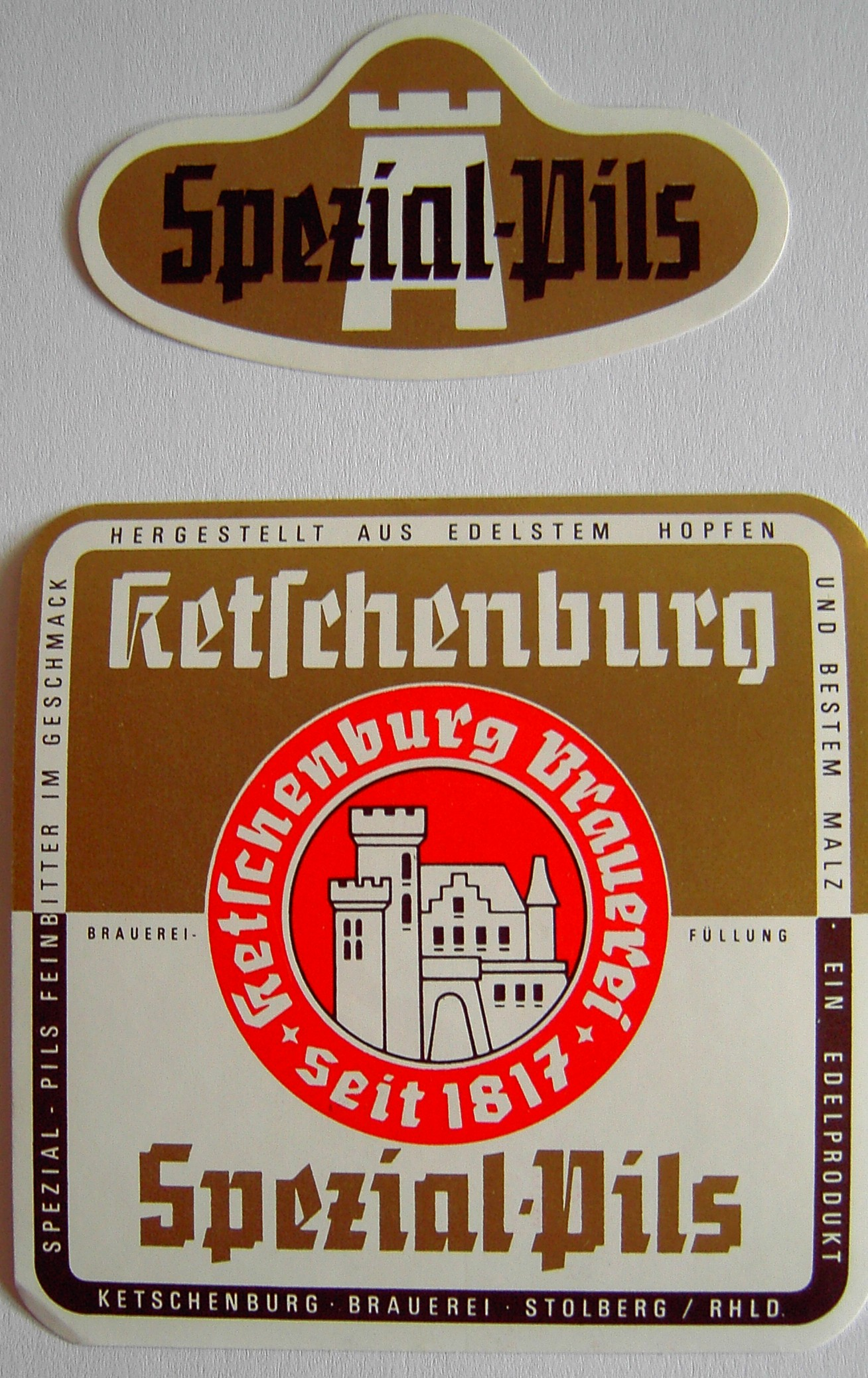
Ketschenburg Spezial Pils
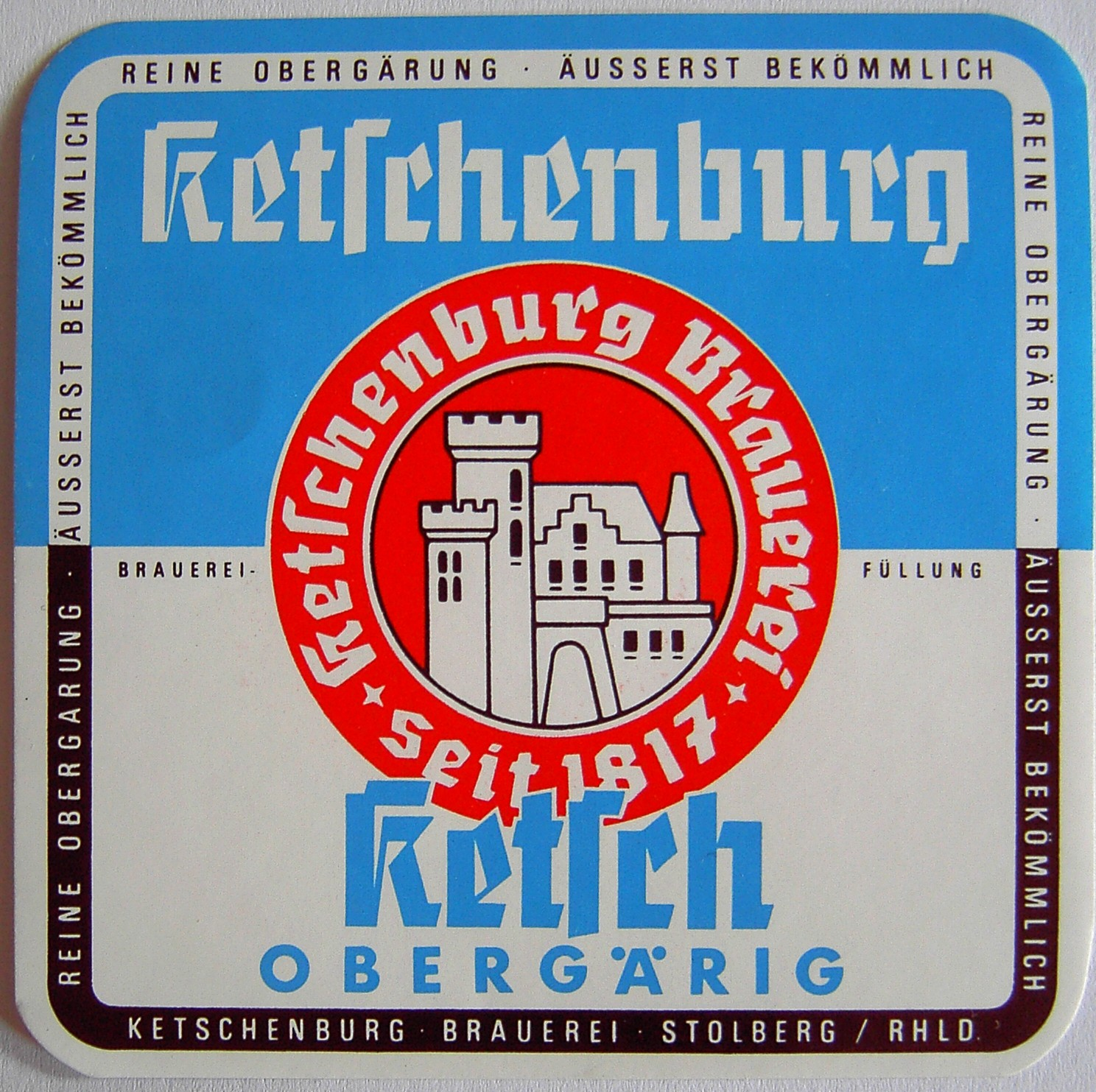
Ketschenburg Obergärig
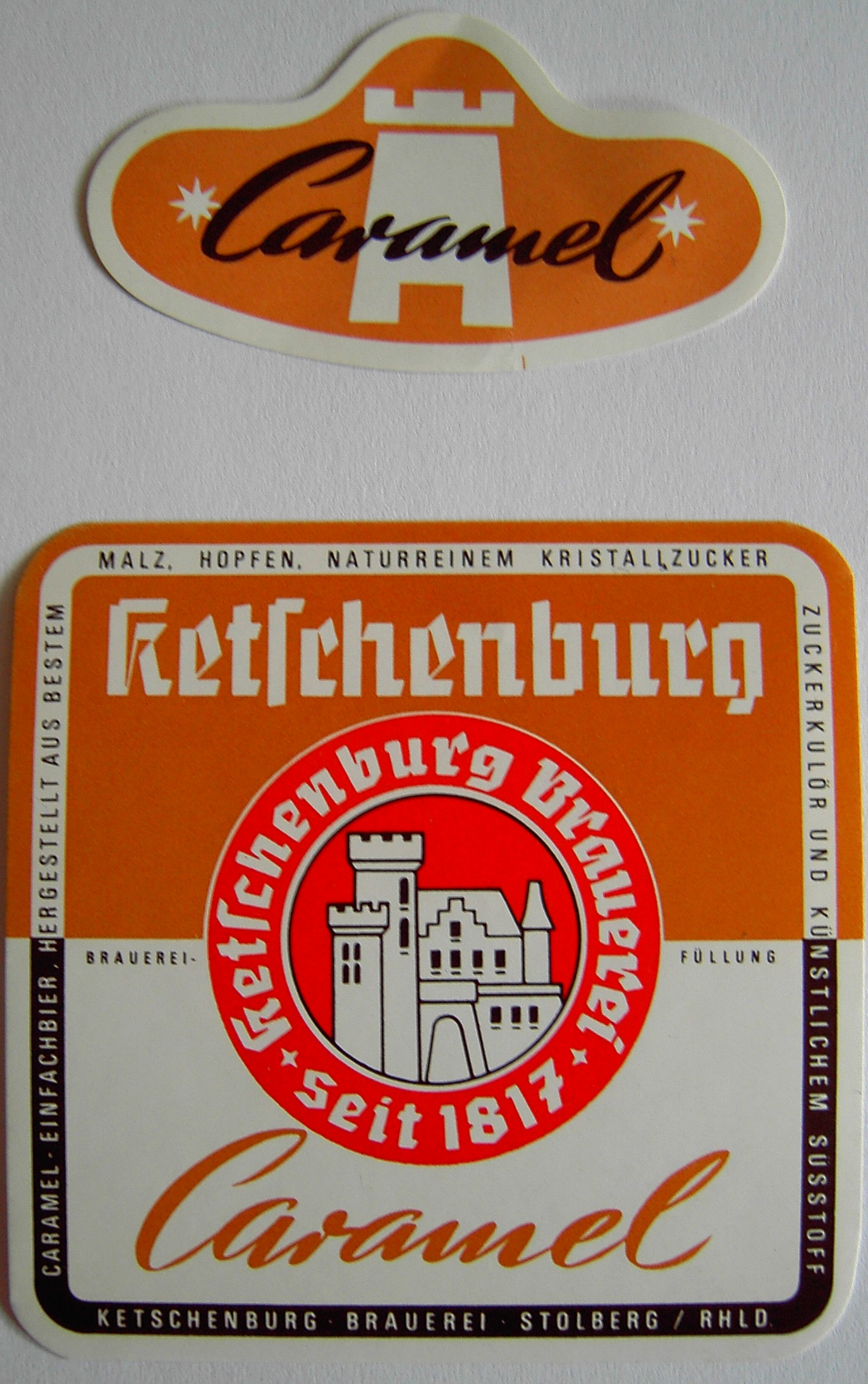
Ketschenburg Caramel

Zusätzlich wurden Spezialbiere gebraut, die jedoch nur zu besonderen Anlässen angeboten wurden.

## Wettbewerb

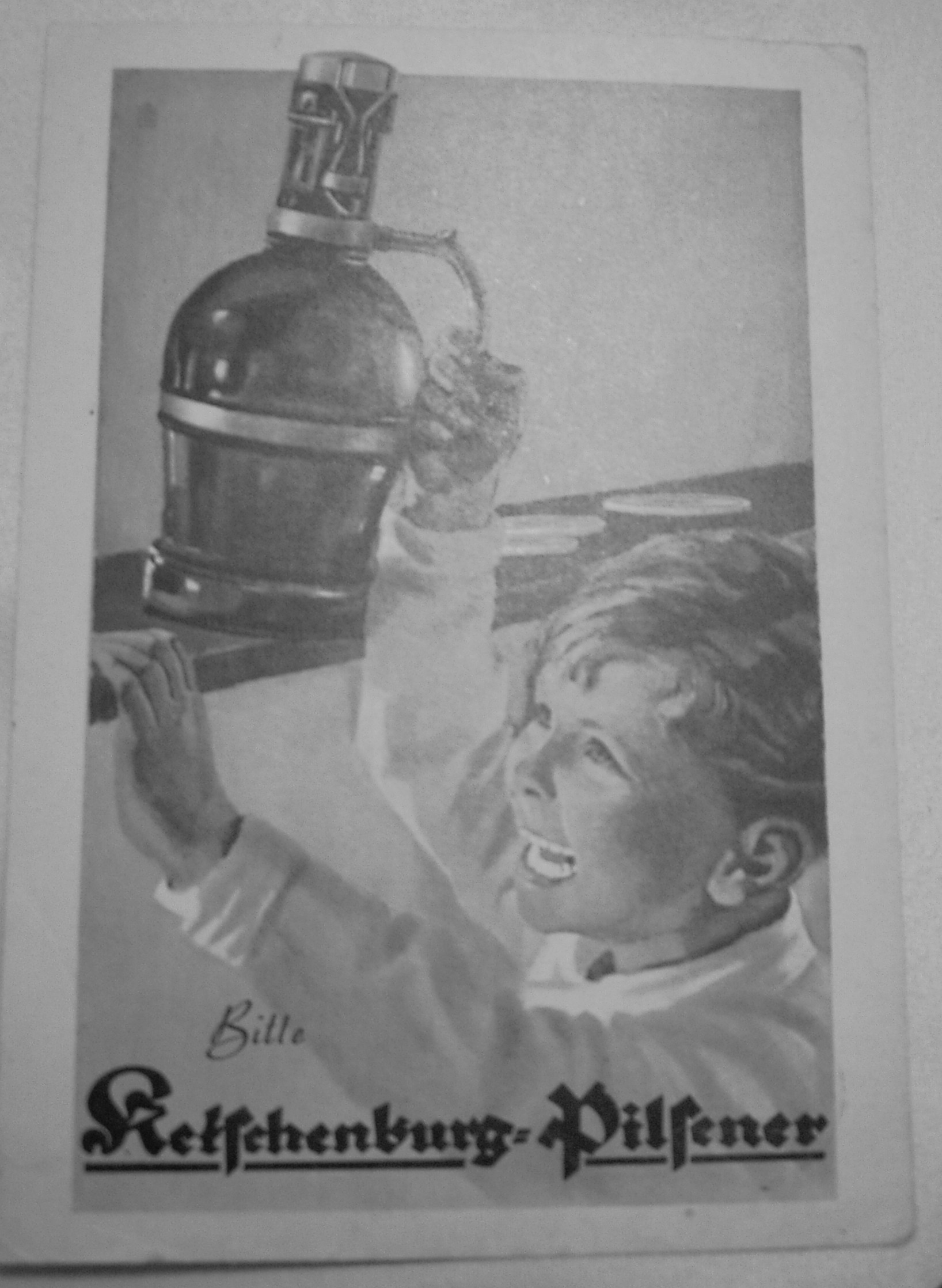
Werbepostkarte von ca. 1920

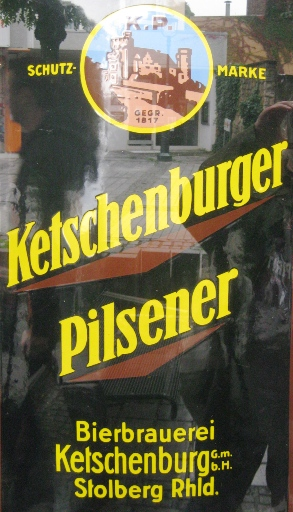
Werbeschild in Oberstolberg 2010

Im 19. Jahrhundert existierten in Stolberg zahlreiche Brauereien. So bestand in der Stadt die Brauerei Mommertz, die jedoch kurz nach ihrer Gründung 1865 wieder geschlossen wurde. Aus der gleichen Zeit sind weitere Brauereien bekannt, so die „Brauerei Caspar Viehöfer“, die „Brauerei F. Richard Welter“, die „O. Wirtz“ sowie „J. Brückmann“. 
1904 hatte A. Welter seine Brauerei geschlossen. Bis 1920 braute „Albert Katterbach Wwe.“ Biere in Stolberg. Die neben der Ketschenburg am längsten aktive Brauerei der Messingstadt war die „Wirte Brauerei GmbH“, die ihre Tore 1936 schloss.
Es ist offensichtlich, dass so viele Brauereien in einer Kleinstadt wie Stolberg große Konkurrenz bedeutete. Hinzu kamen Lieferungen der in Kornelimünster existierenden „Abtei Bräu“ in das Stadtgebiet. 
Aus diesem Grunde war die Ketschenburg-Brauerei daran interessiert, ihr Bier bekannt zu machen. Zu den werbewirksamen Maßnahmen gehörten Aufdrucke auf Biergläsern, mit Firmenlogo bedruckte Bierdeckel und Aschenbecher, Reklame an Hauswänden sowie Leuchtreklamen und Werbepostkarten.

## Neustart
Seit Ende 2008 wird wieder Bier unter der Marke Ketschenburg gebraut. Der Aldenhovener Getränkefachgroßhandel Willy Bongartz, der Mitte der 1980er Jahre die Braurechte erworben hatte, veräußerte diese im August 2008 an einen lokalen Privateigentümer. Dieser lässt seit Ende 2008 in einer Münchener Brauerei im kleinen Rahmen dieses Bier nach Originalrezept brauen und vertreibt es im Raum Stolberg. 2017 wurde die Produktion eingestellt.